# Ziggy Stardust - The Motion Picture
Ziggy Stardust - The Motion Picture is een livealbum van de Britse muzikant David Bowie, uitgebracht in 1983 en overeenkomend met de film Ziggy Stardust and the Spiders from Mars. Het album was opgenomen in de Hammersmith Odeon in Londen, Engeland op 3 juli 1973, maar het album werd niet officieel uitgebracht tot 1983.
Het was het laatste concert dat Bowie gaf met zijn alter ego Ziggy Stardust, het titelkarakter van zijn succesalbum The Rise and Fall of Ziggy Stardust and the Spiders from Mars uit 1972. Vlak voor het laatste nummer Rock 'n' Roll Suicide kondigt hij aan: "Van alle shows van deze tour blijft deze show ons bij in het bijzonder, omdat het niet alleen de laatste show is van de tour, maar de laatste show die we ooit doen. Bedankt." Een groot deel van het publiek dacht dat Bowie zelf zou stoppen met optreden.
Het nummer White Light/White Heat, een cover van The Velvet Underground van het gelijknamige album van de band, werd in november 1983 uitgebracht op single en bereikte de 46e plaats in Engeland.

## Tracklist
(Alle nummers geschreven door Bowie, tenzij anders genoteerd.)
Originele lp (1983):
1. Hang On to Yourself – 2:55
2. Ziggy Stardust – 3:09
3. Watch That Man – 4:10
4. Wild Eyed Boy from Freecloud/All the Young Dudes/Oh! You Pretty Things – 6:37
5. Moonage Daydream – 6:17
6. Space Oddity – 4:49
7. My Death (Jacques Brel/Mortimer Shuman) – 5:45
8. Cracked Actor – 2:52
9. Time – 5:12
10. Width of a Circle – 9:35
11. Changes – 3:35
12. Let's Spend the Night Together (Mick Jagger/Keith Richards) – 3:09
13. Suffragette City – 3:02
14. White Light/White Heat (Lou Reed) – 4:06
15. Rock 'n' Roll Suicide – 4:20

Cd-heruitgave (2003):
- Disc 1

1. Intro (Negende Symfonie van Beethoven door Wendy Carlos) (Ludwig van Beethoven) – 1:05
2. Hang On to Yourself – 2:55
3. Ziggy Stardust – 3:19
4. Watch That Man – 4:14
5. Wild Eyed Boy from Freecloud – 3:15
6. All the Young Dudes – 1:38
7. Oh! You Pretty Things – 1:46
8. Moonage Daydream – 6:25
9. Changes – 3:36
10. Space Oddity – 5:05
11. My Death (Brel/Shuman) – 7:20

- Disc 2

1. Intro (de William Tell Overture) (Gioachino Rossini) – 1:01
2. Cracked Actor – 3:03
3. Time – 5:31
4. Width of a Circle – 15:45
5. Let's Spend the Night Together (Mick Jagger/Keith Richards) – 3:02
6. Suffragette City – 4:32
7. White Light/White Heat (Reed) – 4:01
8. Farewell Speech – 0:39
9. Rock 'n' Roll Suicide – 5:17

## Musici
- David Bowie: zang, gitaar, saxofoon, mondharmonica
- Mick Ronson: leadgitaar, basgitaar, achtergrondzang
- Trevor Bolder: basgitaar
- Mick Woodmansey: drums
- Mike Garson: piano, mellotron, orgel
- Ken Fordham: alt-, tenor- en baritonsaxofoon
- John Hutchinson: slaggitaar, achtergrondzang
- Brian Wilshaw: tenorsaxofoon, fluit
- Geoffrey MacCormack: achtergrondzang, percussie